# عبد الحميد عبابسة
عبد الحميد عباسية مغني جزائري من مواليد 15 ديسمبر 1918 بولاية باتنة.

## السيرة الذاتية
يتيم الأم وهو ذو العشرة أشهر، نشأ وترعرع في بسكرة، حيث تعلم الفرنسية في المدارس الابتدائية بقسنطينة، وفي سن الثامنة، بدأ العمل كمتدرب في المطبعة في مجلة الشهاب للشيخ عبد الحميد بن باديس، حيث كان والده صحفياً.
كما أنه كان متفوقا في التجويد وكان مولعا بالاستماع  إلى أغاني أم كلثوم، محمد عبد الوهاب وفريد الأطرش. عندما انتقلت عائلته إلى الجزائرفي 1930 تابع تعليمه في مدارس العرب في مدرسة الشبيبة التي تديرها جمعية العلماء المسلمين الجزائريين.كان  من بين زملاءه في الدراسة المغني عبد الرحمن عزيز. في عام 1931 منحه الشاعر محمد العيد آل خليفة نشيد: عليكي مني سلام، يا أرض أجدادي ليقوم بتلحينه.
خارج أوقات دراسته، كان عبد الحميد عبابسة يشتغل كمنضد حروف في « المطبعة العربية». في سنة 1931 أطلق أبوه  في الجزائر مجلة المرصادالتي تم حضرها واستبدالها بمجلة الثبات.
تعلم عبد الحميد عبابسة الموسيقى عن طريق ذهابه والعزف في البيانو في حانة يملكها إيطالي على جانب الأميرالية في العاصمة. ثم تعلم العود  وآلة المنفخ. ولكنه أبقى على  سرية تعلمه للموسيقى، بتعلمه الذاتي خطى خطواته الأولى في الأغنية الوطنية، حيث قام بتلحين قصيدة لوالده. كما أنه لحن أغنية وطنية فداء الجزائر لصديقه مفدي زكريا. ترعرع في تربة خصبة للقومية والشعر الشعبي و  كسب الشهرة الكبيرة في الجزائر بأدائه الأغاني الوطنية، القصائد (قصيدة الشعبية) في عام 1936  بتلمسان، في ساحة الخدام عندما غنى أمام اثني عشر ألف شخص، نشيد فداؤ الجزائر
لهذا السبب قامت السلطات المحتلة بنفيه من المدينة. ثم قام بتأليف قصائد وأغاني. في عام 1942 سجل «طالت عليا» في عام 1944 يا الرحالة ، وإنما هيحيزية  التي عرفت أكبر نجاح
الأغنية التي ياديها للمرة الأولى في عام 1938 في راديو الجزائر، ولم يسجلها على القرص حتى في عام 1947. بعد هذا الإنجاز وبتشجيع من الجمهور، أنشأ شركته الخاصة جوالة عبابسه (1937-1976)، وألف بنفسه قصائد لأغانيه. 
في عام 1945 نددد واستنكر بمجازر 8 مايو وفي عام 1946، يغني نفس الأغنية خلال تجمع في باريس: زج به في السجن سنتين برفقةالشيخ الحسناوي. خلال الحرب الجزائرية،  نظم في فرنسا خاصة مهرجانات للمهاجرين المغاربة، وعشية الاستقلال،  كرس نفسه للنشيد والأغاني الوطنية. حتى عام 1984، ألف موسيقى سيناريو لفيلم سينمائي حيزية تتألف من 350 قصيدة. وقد أقام في الجزائر.
توفي في مدينة الجزائر في 15 مايو 1998.
أسرته الصغيرة تشبعت في فنه، وزوجته "فاطمة زهرة"، بناته "نعيمة" و"فلة" وابنه "صلاح الدين" المدعو امبارك  هم من الموسيقيين والفناني اللامعين المشهورين.

## الملاحظات والمراجع
1. ↑  « Décès du chanteur algérien Abdelhamid Ababsa », في ليبراسيون, 16 mai 1998 [النص الكامل] نسخة محفوظة 18 مارس 2020 على موقع واي باك مشين. "نسخة مؤرشفة". مؤرشف من الأصل في 2020-03-18. اطلع عليه بتاريخ 2020-04-08. {{استشهاد ويب}}: الوسيط |حالة المسار= و|url-status= تكرر أكثر من مرة (مساعدة). "نسخة مؤرشفة". مؤرشف من الأصل في 2020-03-18. اطلع عليه بتاريخ 2020-04-08.{{استشهاد ويب}}:  صيانة الاستشهاد: BOT: original URL status unknown (link)